# Кандаковка (Кигинский район)
Кандаковка (баш. Кандаковка) — село в Кигинском районе Республики Башкортостан Российской Федерации. Административный центр Кандаковского сельсовета.

## География

### Географическое положение
Расстояние до:
- районного центра (Верхние Киги): 22 км,
- ближайшей ж/д станции (Сулея): 65 км.

## Население
| 2002 | 2009 | 2010 |
| ---- | ---- | ---- |
| 385  | ↗460 | ↘347 |

### Национальный состав
Согласно переписи 2002 года, преобладающие национальности — татары (63 %), башкиры (32 %).